# Amiina
Amiina (исл. Amiina, Ами́ина) — исландский музыкальный коллектив, исполняющий минималистическую, экспериментальную музыку в стиле, близком к пост-року.

## Состав
- Хильдур Аурсайлсдоттир (Hildur Ársælsdóttir)
- Эдда Рюн Оулафсдоттир (Edda Rún Ólafsdóttir)
- Мариа Хюльд Маркан Сидфюсдоттир (Maria Huld Markan Sigfúsdóttir)
- Соульрун Сумарлитадоттир (Sólrún Sumarliðadóttir)

### Бывшие участники
- Оулёф Юлия (Ólöf Júlía)

## Творчество
Квартет использует множество инструментов, на живых выступлениях часто меняясь ими друг с другом. В исполнении присутствуют элементы эмбиента и электронной музыки.

## История
До образования коллектива Мариа, заменившая в 2001 году Юлию, и Хильдур были скрипачками, Эдда — альтисткой, а Сольрун — виолончелисткой: в таком составе они принимали участие в записях коллектива Sigur Rós «( )» и последовавшей затем «Takk…».
Первой коммерческой записью коллектива стал EP «Animamina». За этим последовал сингл «Seoul». Первый полноценный альбом, «Kurr», вышел 21 марта 2007 на собственном лейбле группы Bláskjár, а позже переиздан Ever Records в июне того же года.
После окончания тура Sigur Rós летом 2006, Amiina осенью начала свой собственный тур по Америке и Европе. После релиза «Kurr» группа давала концерты в Северной Америке в марте и апреле 2007, и в Европе — в мае.
Песня «Hilli», ставшая вторым синглом с альбома, записанная с Ли Хэйзлвудом, была переработанной версией с альбома и стала последней прижизненной записью певца.
Коллектив появляется в исландском фильме Brúðguminn (2008) и Heima (2006, вместе с Sigur Rós).

## Дискография

### Альбомы
- Kurr (21 марта 2007)
- Puzzle (22 сентября 2010)

### EP
- Animamina (9 мая 2005)
- Re Minore (2009)
- The Lighthouse Project (2013)

### Синглы
- Seoul (6 ноября 2006)
- Hilli (17 декабря, 2007)
- Over & Again" (2010) (лимитированное издание, 500 копий)
- What are we waiting for? (2010)

### Компиляции
- Screaming Masterpiece (2005)
- Kitchen Motors Family Album/Fjölskyldualbúm Tilraunaeldhússins (весна 2006)
- Nightmare Revisited (сентябрь 2008)